# Capitol Diner
Das Capitol Diner ist ein 1928 gebauter Diner in Lynn im Bundesstaat Massachusetts der Vereinigten Staaten. Es zählt zu den sogenannten „Rail-Car“-Dinern, da es in einen Eisenbahnwagen integriert ist, und wurde am 22. September 1999 im Rahmen der Multiple Property Submission Diners of Massachusetts MPS in das National Register of Historic Places eingetragen.

## Beschreibung
Das 1928 errichtete Capitol Diner ist ein gut erhaltenes Beispiel für den Typ des „Rail-Car“-Diners in Massachusetts, also für Restaurants, die in einen Eisenbahnwagen (englisch rail car) – bzw. genauer in einen Personenwagen – integriert wurden. Es wurde in Springfield von der Wason Manufacturing Company als Tochterfirma der J. G. Brill Company hergestellt und befindet sich im Geschäftszentrum der Stadt in der Nähe des Rathauses und der Massachusetts Route 1A.
Das Diner weist ein Monitor-Dach mit einem Obergaden auf, in dessen Fensteröffnungen heute jedoch Ventilatoren angebracht sind. Es verfügt über zwei Eingänge, die an den äußersten Punkten des Wagens in Innere führen, und steht auf einem Fundament aus Mauerziegeln, das aus den 1930er Jahren stammt. Jedoch ist lediglich der Südeingang öffentlich zugänglich, dessen nicht originale Markise jederzeit entfernt werden kann und daher die historische Integrität nicht beeinträchtigt. Die Außenwände sind mit feuerverzinktem, rot angestrichenem Stahl verkleidet, das Dach ist mit Blech gedeckt. An beiden Längsseiten befindet sich der Schriftzug „Capitol Diner“. An der nordwestlichen Rückseite befindet sich ein einstöckiger, in den 1930er Jahren errichteter Anbau aus Mauerziegeln, in dem die Küche untergebracht ist.
Im Innenraum verläuft über die gesamte Länge eine Theke, an der 18 mit Email verkleidete und mit rotem PVC bezogenen Hocker Platz finden, die über eine Fußstange aus Messing verbunden sind. Die Arbeitsbereiche hinter der Theke sind nicht original und wurden im Zuge einer Renovierung nach einem Brand im Jahr 1978 installiert. Entlang der Nordostwand sind Sitzplätze angeordnet, der Boden besteht aus quadratischen, terrakottafarbenen Fliesen. Die Wände und die Decke sind mit weißem Resopal bezogen.

## Historische Bedeutung
Das Capitol Diner ist ein bedeutendes Beispiel für das von klassischen Eisenbahnwagen inspirierte Diner-Design in Massachusetts und das einzige noch existierende Diner von Brill/Wason im gesamten Bundesstaat. Es ist eines der ältesten noch in Betrieb befindlichen Diner in Massachusetts und das einzig verbliebene in Lynn. Seit 1939 ist es eng mit der Familie Fennell verbunden, die es zu diesem Zeitpunkt kaufte und bis heute betreibt.
Bereits 1898 stand an der Position des Capitol Diner ein sogenannter lunch wagon, ein von Pferden gezogener Wagen, von dem aus Speisen und Getränke verkauft wurden. Das trapezförmige Grundstück, auf dem das Diner heute steht, wurde 1913 im Zuge einer Verlegung der Gleise der Boston and Maine Railroad festgelegt. 1928 betrieb Ernest A. Goodwin das erste Diner in dem heute noch bestehenden Restaurantwagen; 1939 übernahm ihn dann George E. Fennell und benannte das Restaurant in Capitol Diner um, da sich schräg gegenüber das heute nicht mehr existente Kino Capitol Theatre befand. Durch seine Lage in der Nähe des Kinos und des Geschäftszentrums der Stadt zog das Capitol Diner viele Kunden an. 1948 übernahm Georges Neffe Bernard J. „Buddy“ Fennell das Diner und reichte den Betrieb Ende der 1960er Jahre an seinen Sohn Robert „Bobby“ Fennell weiter, der es bis heute betreibt und seit 1994 Mitglied im Repräsentantenhaus von Massachusetts ist.
Nach einem Brand im Jahr 1978 musste das Diner renoviert werden, jedoch blieben das äußere Erscheinungsbild und die historische Aufteilung des Innenraums erhalten. Das Monitor-Dach ist charakteristisch für die Diner der späten 1920er und frühen 1930er Jahre in Massachusetts und hatte die typischen Eisenbahn- bzw. Straßenbahnwagen aus dieser Zeit zum Vorbild. Die Produktion dieses Diner-Typs war daher eine logische Erweiterung des Geschäftsfelds der Hersteller von Eisen- und Straßenbahnen, zu denen auch die J. G. Brill Company in Philadelphia gehörte, die 1927 mit dem Vertrieb von Rail-Car-Dinern begann. Die Restaurantwagen wurden von Tochterunternehmen in Springfield (Massachusetts) und Cleveland (Ohio) produziert. Die Brill-Tochter Wason Manufacturing Company war ursprünglich auf die Herstellung von Eisen- und Straßenbahnwagen, Automobilkarosserien, Motorbooten und Flugzeugen spezialisiert, musste aber trotz der Erweiterung um das Diner-Geschäft 1932 schließen.